# Helmholtz-Zahl
Die Helmholtz-Zahl (Formelzeichen: He), benannt nach Hermann von Helmholtz, bezeichnet in der Akustik das Verhältnis einer charakteristischen Länge, also z. B. den Abmessungen einer Lautsprechermembran, zur Wellenlänge der Schallwellen. Sie kann ebenfalls aus dem Produkt einer charakteristischen Länge und der Wellenzahl gebildet werden.
{\displaystyle He={\frac {r}{\lambda }}={\tilde {\nu }}\cdot r}
Die einzelnen Formelzeichen stehen für folgende Größen:
{\displaystyle \lambda } = Wellenlänge der Schallwellen,
{\displaystyle r} = charakteristische Länge (z. B. die Höhe eines Hindernisses, oder der Radius eines schallführenden Rohres),
{\displaystyle {\tilde {\nu }}} = Wellenzahl.
Die Helmholtz-Zahl kann für die Beschreibung einer Vielzahl von akustischen Vorgängen verwendet werden: So wird bei kleiner Helmholtz-Zahl der Schall schlecht abgestrahlt, bei großer Helmholtz-Zahl findet eine effektive Abstrahlung von Schall statt.